# Bop Bop!
"Bop Bop!" (estilizado como BOP BOP!) é uma canção gravada pelo grupo feminino sul-coreano Viviz para seu extended play (EP) de estreia Beam of Prism. Foi lançada pela BPM Entertainment como o primeiro single do trio. A faixa-título foi composta por Hwang Yu-bin e Mi Lee-mu (PaperMaker), composta por Lim Soo-ho (PaperMaker), Woong Kim (PaperMaker), Anna Timgren e PaperMaker e com arranjo de Lim Soo-ho (PaperMaker) e Woong Kim (PaperMaker).

## Antecedentes
Em 6 de outubro de 2021, foi informado publicamente que Eunha, SinB e Umji, que foram membros do antigo grupo GFriend, assinaram com a agência Big Planet Made Entertainment (BPM Entertainment). "Faz muito tempo. Sinto muito e agradeço aos fãs que esperaram por muito tempo. Vou recomeçar na BPM Entertainment junto com SinB e Umji! Obrigado por seu amor e apoio imutáveis, e quero retribuir com boa música e boas performances a todos vocês que eu realmente amo", disse a integrante Eunha por meio de suas redes sociais. Com o anúncio, foi publicado um vídeo das integrantes que anunciavam sua estreia em breve. Em 24 de janeiro de 2022, anunciou-se nas redes sociais oficiais da agência que o grupo realizaria sua estreia em 9 de fevereiro de 2022 com o extended play Beam Of Prism. Em 2 de fevereiro, foi revelado a lista de faixas com o anúncio da canção "Bop Bop!" como o single de estreia do trio.

## Lançamento e promoção
Antes do lançamento do EP em 9 de fevereiro de 2022, Viviz realizou um showcase de estreia para apresentar Beam of Prism junto com seu primeiro single "Bop Bop!". Após o lançamento do EP, o trio apresentou "Bop Bop!" em diversos programas musicais sul-coreanos e ganhando em dois deles: Show Champion da MBC M em 16 de fevereiro e no M Countdown da Mnet em 17 de fevereiro. Com apenas uma semana desde a sua estreia, o trio se tornou um dos mais rápidos a ganhar um prêmio em um programa musical na história com "Bop Bop!". Em 27 de abril, o grupo performou "Bop Bop!" no Grammy Global Spin da The Recording Academy. No dia seguinte, Viviz lançou um EP de remixes do single em colaboração com o DJ belgo Yves V.

## Performance comercial
Comercialmente, "Bop Bop!" estreou em 114º lugar na principal parada sul-coreana, a Gaon Digital Chart no gráfico de 6 a 12 de fevereiro de 2022. Nas outras paradas da Gaon Chart, a canção estreou em 4º e 73º no Gaon Download Chart e Gaon BGM Chart, respectivamente. Na semana seguinte, atingiu sua melhor posição na Gaon Digital Chart em 102º. Na K-pop Hot 100 da Billboard, o single estreou em 78º lugar na edição das paradas de 26 de fevereiro de 2022, subindo para 60º e atingindo sua melhor posição na semana seguinte. Nos Estados Unidos, a canção estreou em quinto lugar na Billboard World Digital Song Sales na edição de 14 de maio de 2022.

## Lista de faixas
Download digital / streaming – Original
1. "Bop Bop!" – 3:39

Download digital / streaming – Yves V Remix
1. "Bop Bop!" (Yves V remix) – 3:12
2. "Bop Bop!" (Yves V remix extended) – 4:12
3. "Bop Bop!" (Yves V remix instrumental)  – 4:12

## Créditos
| - Hwang Yu-bin – Composição - Mi Lee-mu (PaperMaker) – Composição - Lim Soo-ho (PaperMaker) – Produção, arranjo | - Woong Kim (PaperMaker) – Produção, arranjo - PaperMaker – Produção, arranjo - Anna Timgren – Produção |

## Performance nas tabelas musicais
| Tabela musical (2022)                     | Melhor posição |
| ----------------------------------------- | -------------- |
| Coreia do Sul (Gaon Digital Chart)        | 102            |
| Coreia do Sul (K-pop Hot 100)             | 60             |
| Estados Unidos (World Digital Song Sales) | 5              |

| Tabela musical (2022)              | Melhor posição |
| ---------------------------------- | -------------- |
| Coreia do Sul (Gaon Digital Chart) | 129            |

## Prêmios e indicações

### Programas musicais
| Programa musical | Emissora | Data                    | Ref.  |
| ---------------- | -------- | ----------------------- | ----- |
| Show Champion    | MBC M    | 16 de fevereiro de 2022 | [ 6 ] |
| M Countdown      | Mnet     | 17 de fevereiro de 2022 | [ 7 ] |

## Histórico de lançamento
| País  | Data                   | Formato                     | Gravadora                      |
| ----- | ---------------------- | --------------------------- | ------------------------------ |
| Mundo | 9 de fevereiro de 2022 | Download digital, streaming | BPM, Kakao                     |
| Mundo | 28 de abril de 2022    | Download digital, streaming | BPM, The Unit Label, Syndicate |